# Nedbrytning
Nedbrytning även kallad mineralisering, är en process där organiskt material som till exempel döda växter och djur bryts ner till oorganiskt material.